# Periclimenes imperator
Periclimenes imperator is een garnaal die samenleeft met stekelhuidigen zoals zeekomkommers (van het geslacht Bohadschia, Stichopus of Synapta), of zeesterren  (van het geslacht Gomophia of Linckia).
Men komt ze ook tegen op zeenaaktslakken zoals Hexabranchus sanguineus.

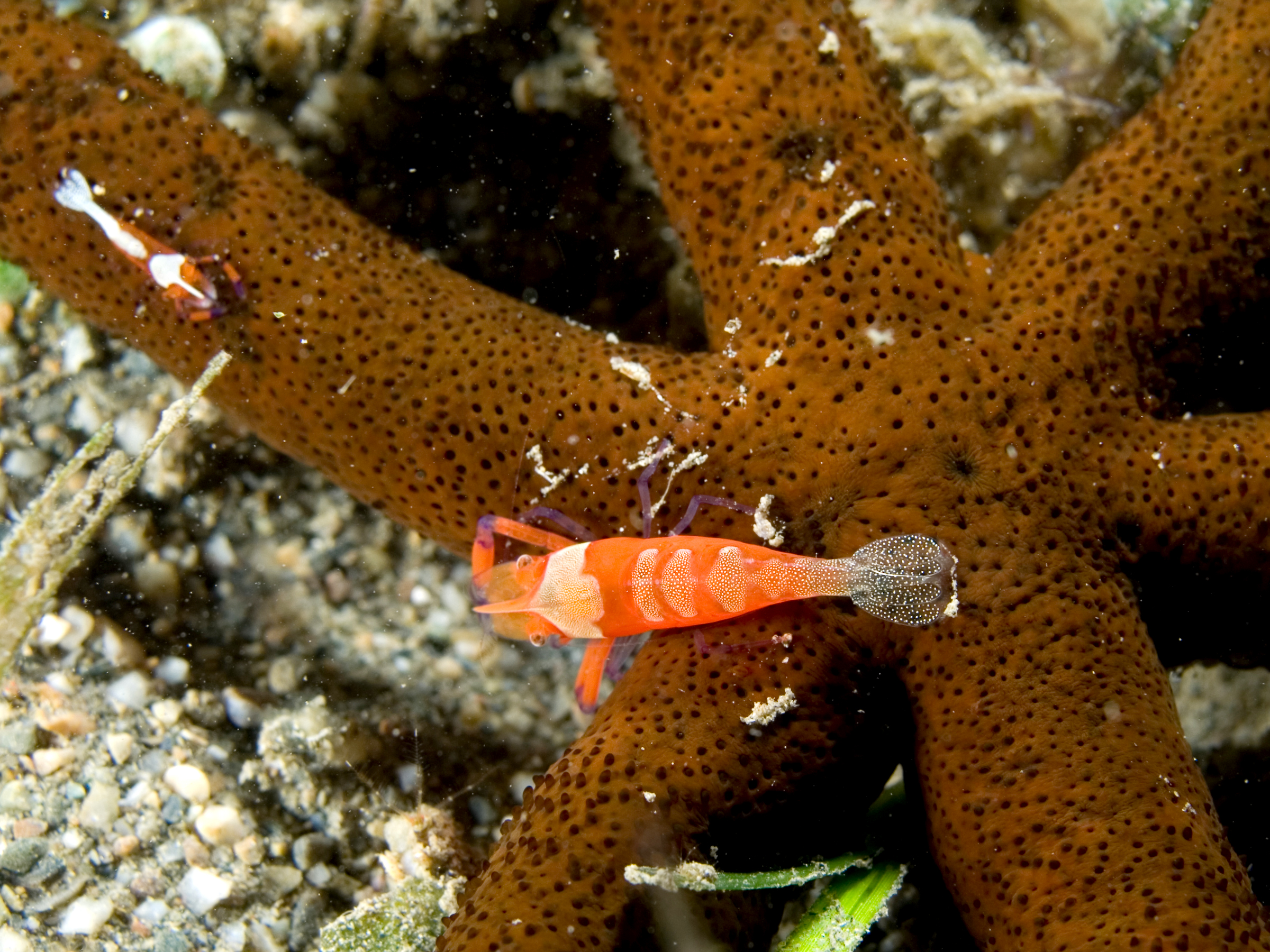
Perclimenes imperator op een zeester van het geslacht Linckia
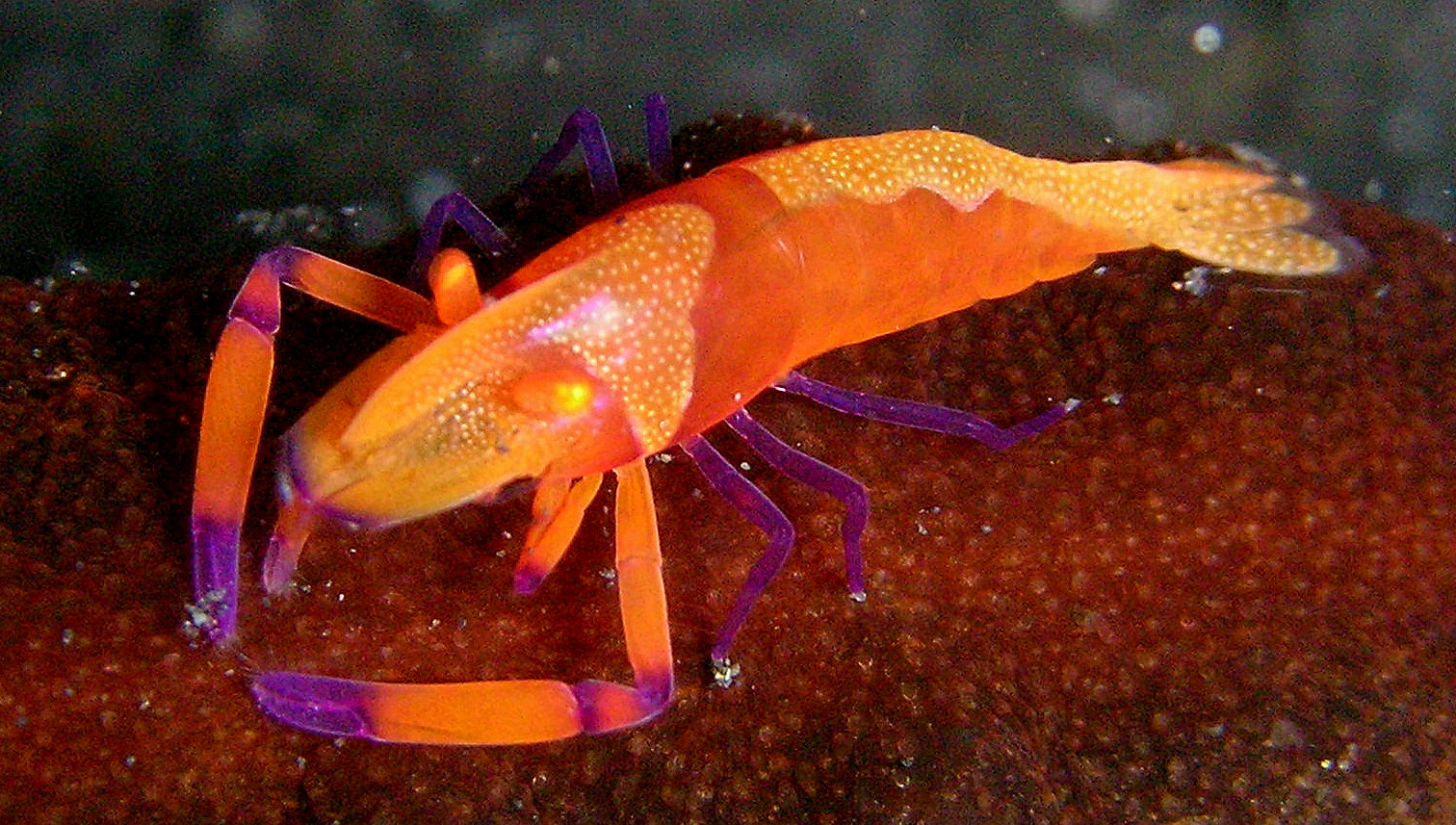